# Lāleh Dān
Lāleh Dān (persiska: لاله دان) är en ort i Iran.   Den ligger i provinsen Hamadan, i den nordvästra delen av landet, 220 km väster om huvudstaden Teheran. Lāleh Dān ligger 2 162 meter över havet och antalet invånare är 363.
Terrängen runt Lāleh Dān är kuperad åt nordost, men åt sydväst är den platt.Runt Lāleh Dān är det ganska tätbefolkat, med 96 invånare per kvadratkilometer. Närmaste större samhälle är Damaq, 19,4 km sydväst om Lāleh Dān. Trakten runt Lāleh Dān består i huvudsak av gräsmarker.